# Aderus forticornis
Aderus forticornis é uma espécie de insecto [[Besouro|Coleoptera|coleóptero]] pertencente à família Aderidae. Foi descrita cientificamente por George Charles Champion em 1890.

## Distribuição geográfica
Habita no Panamá.